# アミナ・クローディン・マイアーズ
アミナ・クローディン・マイアーズ（Amina Claudine Myers、1942年3月21日 - ）は、アメリカのジャズ・ピアニスト、オルガン奏者、ボーカリスト、作曲家、編曲家。

## 略歴
アーカンソー州ブラックウェル生まれ。「マイアーズは、主に教師の大叔母と、クラリネット、ピアノ、フルートを演奏する大工の大叔父に育てられました」。彼女は4歳頃からセイクリッド・ハーツ・カトリック・スクールなどでピアノのレッスンを受け始め、7歳の時に家族でテキサス州ダラス郊外の黒人コミュニティであるルーズベルトに引っ越した。マイアーズはピアノとヴァイオリンのレッスンを受けていたが、最終的には経済的な理由もあり、週に15分のレッスンをピアノで受けることにした。彼女は高校でヨーロッパのクラシック音楽を学び始めたが、家族でブラックウェルに戻ることになったため中断した。
マイアーズはアーカンソー州リトルロックのフィランダー・スミス・カレッジで音楽教育を専攻した。2年目に、彼女はテネシー州メンフィスのザ・サファリ・ルームで演奏するよう招かれた。しかし、彼女の音楽レパートリーがあまりにも限られていたため、この契約は非常に短いものとなった。卒業後、彼女は1963年にシカゴへと移り、その地の小学校で音楽を教えた。また、ルーズベルト大学の授業にも出席し、ソニー・スティットやジーン・アモンズなどのミュージシャンと共演した。彼女はAACMの2回目のコンサートにおける演奏者の1人となった。1960年代後半、マイアーズは名前に「アミナ」を追加した。
1976年にマイアーズはニューヨークに移り、そこで作曲活動を強化し、オフ・ブロードウェイの作品の領域にまで広げた。彼女はまた、ピアニストおよびオルガン奏者として演奏とレコーディングを続けた。1978年頃、彼女はレスター・ボウイ・クインテットや彼のニューヨーク・オルガン・アンサンブルと共にヨーロッパでツアーを開始した。

## ディスコグラフィ

### リーダー・アルバム
- Poems for Piano: The Piano Music of Marion Brown (1979年、Sweet Earth)
- Song for Mother E (1980年、Leo) ※with フェローン・アクラフ
- Salutes Bessie Smith (1980年、(Leo)
- The Circle of Time (1983年、Black Saint)
- 『ジャンピン・イン・ザ・シュガー・ボウル』 - Jumping in the Sugar Bowl (1984年、Minor Music)
- 『カントリー・ガール』 - Country Girl (1986年、Minor Music)
- Amina (1987年、RCA Novus)
- In Touch (1989年、RCA Novus)
- Women In (E)Motion Festival (2004年、Tradition & Moderne) ※1988年録音
- Augmented Variations (2004年、Amina C)
- Sama Rou (2016年、Amina C)

### その他
ムハル・リチャード・エイブラムス
- Lifea Blinec (1978年、Arista Novus)
- Spihumonesty (1979年、Black Saint)
- Duet (1981年、Black Saint)

アート・アンサンブル・オブ・シカゴ
- Salutes the Chicago Blues Tradition (1993年、AECO)

アーサー・ブライス
- Blythe Spirit (1981年、Columbia)

レスター・ボウイ
- African Children (1978年、Horo)
- 『ザ・フィフス・パワー』 - The Fifth Power (Black Saint, 1978年、Black Saint)
- 『ジ・オルガナイザー』 - The Organizer (1991年、DIW)
- 『ファンキーT、クールT』 - Funky T. Cool T. (1991年、DIW)

フランク・ロウ
- Exotic Heartbreak (1981年、Soul Note)
- 『ライヴ・フロム・サウンドスケイプ』 - Live from Soundscape (1994年、DIW) ※1982年録音

モーリス・マッキンタイア
- Humility in the Light of the Creator (1969年、Delmark)

グレッグ・オズビー
- 『シーズン・オブ・リニューアル』 - Season of Renewal (1990年、JMT)

ジム・ペッパー
- Afro Indian Blues (2006年) ※1991年録音

サード・レイル (ジェームス・ブラッド・ウルマ― & ビル・ラズウェル)
- 『サウス・デルタ・スペース・エイジ』 - South Delta Space Age (1995年、Antilles)

ヘンリー・スレッギル
- X-75 Volume 1 (1979年)
- Subject to Change (1985年)
- 『ソング・アウト・オブ・マイ・ツリーズ』 - Song Out of My Trees (1994年)

ジェームス・ブラッド・ウルマ―
- Blue Blood (2000年、Innerythmic)